# Søtorphuse
Et Søtorphus er et hvidkalket typehus med rødt tegltag, som blev bygget på samtlige grunde i grundejerforeningen Søtorp i Rødovre. Det første Søtorphus stod færdigt i 1904, og det sidste blev bygget i 1906.
Husene var for den tids normer veludstyrede og efter engelsk forbillede med to skorstene til kakkelovne i hver ende af huset.
Søtorphuset er er tegnet af arkitekt Valdemar Westergaard
|  | Denne artikel om en bygning eller et bygningsværk kan blive bedre, hvis der indsættes et (bedre) billede. Du kan hjælpe ved at afsøge Wikimedia Commons for et passende billede eller lægge et op på Wikimedia Commons med en af de tilladte licenser og indsætte det i artiklen. |

55°40′30″N 12°28′11.5″Ø / 55.67500°N 12.469861°Ø